# Open di Francia 1989
L'Open di Francia 1989, l'88ª edizione degli Open di Francia di tennis, si è svolto sui campi in terra rossa dello Stade Roland Garros di Parigi, Francia, dal 29 maggio all'11 giugno 1989.
Il singolare maschile è stato vinto dallo statunitense Michael Chang, che si è imposto sullo svedese Stefan Edberg in cinque set col punteggio di 6–1, 3–6, 4–6, 6–4, 6–2.
Il singolare femminile è stato vinto dalla spagnola Arantxa Sánchez Vicario, che ha battuto in tre set la tedesca Steffi Graf.
Nel doppio maschile si sono imposti Jim Grabb e Patrick McEnroe.
Nel doppio femminile hanno trionfato Larisa Neiland e Nataša Zvereva. 
Nel doppio misto la vittoria è andata a Manon Bollegraf in coppia con Tom Nijssen.

## Seniors

### Singolare maschile
Michael Chang ha battuto in finale  Stefan Edberg con il punteggio di 6–1, 3–6, 4–6, 6–4, 6–2.

### Singolare femminile
Arantxa Sánchez Vicario ha battuto in finale  Steffi Graf con il punteggio di 7–6(6), 3–6, 7–5.

### Doppio maschile
Jim Grabb /  Patrick McEnroe hanno battuto in finale  Mansour Bahrami /  Éric Winogradsky con il punteggio di 6–4, 2–6, 6–4, 7–6(5).

### Doppio Femminile
Larisa Neiland /  Nataša Zvereva hanno battuto in finale  Steffi Graf /  Gabriela Sabatini con il punteggio di 6–4, 6–4.

### Doppio Misto
Manon Bollegraf /  Tom Nijssen  hanno battuto in finale  Horacio de la Peña /  Arantxa Sánchez Vicario con il punteggio di 6–3, 6–7, 6–2.

## Junior

### Singolare ragazzi
Fabrice Santoro ha battuto in finale   Jared Palmer con il punteggio di 6–3, 3–6, 9–7.

### Singolare ragazze
Jennifer Capriati ha battuto in finale  Eva Švíglerová con il punteggio di 6–4, 6–0.

### Doppio ragazzi
Johan Anderson /  Todd Woodbridge

### Doppio ragazze
Nicole Pratt /  Wang Shi-ting